# Chromosomy szczoteczkowe

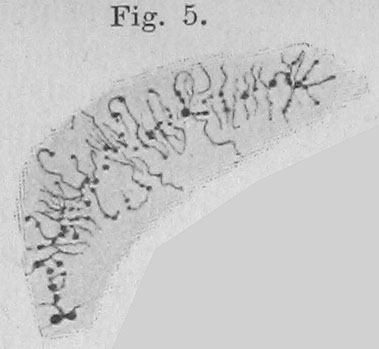
Chromosom szczoteczkowy w jądrze komórkowym oocytu gatunku z rodzaju Triturus

Chromosomy szczoteczkowe – duże chromosomy zawierające liczne pętle, ułożone bocznie wobec osi chromatydy utworzone z rozwiniętego DNA, będące miejscem intensywnej syntezy RNA. Pętle nadają chromosomom kształt szczoteczki stosowanej dawniej do oczyszczania lamp naftowych. Występują podczas rozwoju oocytów I rzędu niektórych płazów.